# Басова, Любовь Валерьевна
Любовь Валерьевна Басова (в девичестве — Шулика, 16 июля 1988, с. Шарапанивка, Винницкая область) — украинская велогонщица, участница летних Олимпийских игр 2012 года.

## Спортивная биография
На международном уровне Любовь Шулика выступает с 2005 года. Является пятикратной чемпионкой Европы среди юниоров. В 2008 году Любовь Шулика добилась самого крупного успеха в своей карьере. На чемпионате мира в Манчестере Шулика в составе сборной Украины стала серебряной призёркой в командой гонке преследования. В 2011 году Любовь стала чемпионкой Европы в спринте, победив в финале белорусскую велогонщицу Ольгу Панарину.
В 2012 году Шулика приняла участие в летних Олимпийских играх в Лондоне. В кейрине Любовь в первом раунде, заняла 5-е место в своём заезде, а в перезаезде Шулика оказалась 4-й, заняв итоговое 13-е место. В командном спринте сборная Украины с Шуликой в составе в квалификации заняла 7-е место. В первом раунде украинки уступили сборной Британии, но вскоре британок дисквалифицировали и украинки смогли принять участие в заезде за бронзу. Поединок за третье место остался за сборной Австралии, которая опередила украинок на 0,7 с. В квалификации спринта Шулика заняла 10-е место и в первом раунде встретилась с новозеландкой Наташей Хансен. Украинка оказалась сильнее и вышла во второй раунд, где уступила немке Кристине Фогель. В перезаезде Любовь Шулика выиграла свой заезд и прошла в четвертьфинал, где встретилась с австралийкой Анной Мирс.
Входила в состав национальной сборной команды Украины на Олимпийских играх 2016 года в Рио-де-Жанейро (тренер — Сергей Базин).
Выступает за спортивный клуб «ИСД» (Индустриальный союз Донбасса).